# 200 Pounds Beauty
200 Pounds Beauty (미녀는 괴로워) ist ein südkoreanischer Spielfilm aus dem Jahr 2006. Der Film ist als eine romantische Komödie angelegt und basiert auf einem japanischen Manga von Yumiko Suzuki. Der Film hatte in Südkorea mehr als 6,6 Millionen Kinobesucher und markierte den Durchbruch der Hauptdarstellerin Kim Ah-jung.

## Inhalt
Han-na ist eine gute Sängerin, arbeitet jedoch im Telefonsexbereich. Zusätzlich liefert sie die Stimme für den bekannten Popstar Ammy. Han-na hat ein enormes Übergewicht und kann von daher nicht in der Öffentlichkeit als Sängerin auftreten, obwohl ihre Stimme sehr gut ankommt. Insgeheim liebt sie den Musikproduzenten Sang-jun. Dadurch erträgt sie ihr Schicksal. Bis eines Tages sie zufälligerweise mitbekommt, dass sie eigentlich nur wegen ihrer Stimme noch geduldet wird. Sie plant, sich das Leben zu nehmen. Es kommt jedoch anders und per Zufall landet sie bei einem ihrer Telefonsexkunden, der Schönheitschirurg von Beruf ist. Sie bringt ihn dazu, sie zu operieren und nach einer längeren Pause und Rehabilitation erscheint Hanna als eine nicht wieder zu erkennende Person wieder. Nicht mal ihre beste Freundin Jung-min erkennt sie wieder. Sie öffnet sich jedoch ihrer Freundin und gemeinsam erfinden sie eine neue Identität für Han-na. Von nun an nennt sie sich Jenny und gibt sich als Amerikanerin koreanischer Herkunft aus. Sie geht auch zu einem Vorsingen für den Popstar Ammy, welches ihr aber einen eigenen Plattenvertrag einbringt. Sie unterzeichnet bei Sang-jun einen Vertrag und singt als ihr Debütlied das Lied „Maria“.
Währenddessen ist Ammy verzweifelt auf der Suche nach Han-na, da sie ihre Stimme wieder benötigt. Deswegen beginnt sie auch, sich um den Vater von Han-na zu kümmern, in der Hoffnung dadurch an Han-na heranzukommen. Durch Verstrickungen wird ihr dann aber klar, dass die neue Jenny Han-na ist. Ebenfalls realisiert Sang-jun, dass Jenny, zu der er sich sehr hingezogen fühlt, die alte Han-na ist. Er eröffnet ihr, dass er auf jeden Fall eine Platte mit ihr aufnehmen wird, aber er distanziert sich von ihr. Daraufhin bricht für Han-na eine Welt zusammen. Sie hat die enorme Bürde der Schönheitschirurgie auf sich genommen, hat ihren gesamten Körper und ihre Diät geändert, bloß um am Ende zu erkennen, dass es umsonst war.
An ihrem Konzert gibt sie daraufhin bekannt, dass sie in Wahrheit nicht die Jenny ist, sondern die Han-na. Durch ihr tränenreiches Geständnis gerührt beginnen die Zuschauer „Macht nichts!“ zu rufen. Am Ende nimmt Han-na als Kang Han-na eine neue Platte auf. Sie hat durch ihre Geschichte viele Fans gewonnen, jedoch gibt es immer noch Neider, die ihr das Leben schwer machen.

## Rezeption
Außerhalb Asiens wurde 200 Pounds Beauty lediglich auf einigen Festivals vorgeführt, ohne von den Medien besonders beachtet zu werden. Die schauspielerischen Leistungen, vor allem von Hauptdarstellerin Kim Ah-jung, wurden generell gut bewertet. Der All Movie Guide kritisiert jedoch, dass der Film sich nicht sachlich genug mit dem ernsten Thema der Schönheitsoperationen auseinandersetze. Auch Jay Seaver von eFilmCritic.com zieht das Fazit, dass der Film sich zwar Mühe gebe, aber trotzdem nicht ganz funktioniere. James Mudge von BeyondHollywood.com bezeichnet 200 Pounds Beauty hingegen als eine der besten südkoreanischen romantischen Komödien der letzten Jahre.

## Soundtrack
Das Titellied des Films ist eine Coverversion des Liedes „Maria“ von der Band Blondie. Die Schauspielerin Kim Ah-jung singt das Lied selbst.
| Track | Titel                               | Künstler                                                  |
| ----- | ----------------------------------- | --------------------------------------------------------- |
| 1     | Beautiful Girl                      | Kim Ah-jung (김아중)                                      |
| 2     | 별 [Byul]                           | Youme (유미)                                              |
| 3     | Maria                               | Kim Ah-jung (김아중)                                      |
| 4     | Dance With My Daddy                 | Alex Chu (Clazziquai)                                     |
| 5     | You Don’t Know I Love You           | U (유)                                                    |
| 6     | 슈퍼스타 [Super Star]               | Loveholic                                                 |
| 7     | 튜울립 [Tulip]                      | Venny (상상밴드) (Feat. 종휘 [Jong-hui])                  |
| 8     | Miss You Much                       | Youme (유미)                                              |
| 9     | Beautiful Girl (Teaser Edit)        | Kim Ah-jung (김아중) (Feat. Alex Chu of Clazziquai & And) |
| 10    | 바보처럼 [Like A Fool]              | 김형중 Kim Hyung-joong                                    |
| 11    | 별 [Star] (Original Dialog-Version) | Kim Ah-jung (김아중)                                      |

## Auszeichnungen

### Gewonnene Auszeichnungen
| Jahr | Auszeichnung         | Kategorie |
| ---- | -------------------- | --- |
| 2007 | Grand Bell Awards    | - Beste Schauspielerin (Kim Ah-jung) - Best Cinematography (Park Hyeon-cheol)                                         |
| 2007 | Filmpreis der K.S.C. | - Bester Neuregisseur (Kim Yong-hwa) - Bester Kinematograf (Park Hyeon-choel) - Beste Neuschauspielerin (Kim Ah-jung) |
| 2007 | Daejong Filmfestival | - Beste Filmmusik (Lee Jae-hak) - Bester Film (Park Hyeon-cheol) - Beste Schauspielerin (Kim Ah-jung)                 |

### Nominierungen
| Jahr | Auszeichnung      | Kategorie                                       |
| ---- | ----------------- | ----------------------------------------------- |
| 2007 | Grand Bell Awards | - Bester Regisseur (Kim Yong-hwa) - Bester Film |